# Himno nacional de Kuwait
El himno nacional de Kuwait (en árabe: النشيد الوطني‎, en-Nashîd el-Waṭanî) fue escrito por los poetas Ahmad Meshari Al-Adwani, Ibrahim Al-Soula y su arreglo musical fue compuesto por Ahmad Ali. Fue entonado por primera vez el 25 de febrero de 1978.
El himno es entonado todos los días al comienzo de la jornada en la mayor parte de emisoras de radio y televisión del país y en las escuelas kuwaitíes.

## Texto en árabe
| وطني الكويت سلمت للمجد *** وعلى جبينك طالع السعد وطني الكويت***وطني الكويت***وطني الكويت سلمت للمجد يا مهد آباءالأولى كتبوا *** سفرالخلود فنادت الشهب الله أكبر إنهم عرب *** طلعت كواكب جنة الخلد بوركت يا وطني الكويت لنا *** سكنا وعشت على المدى وطنا يفديك حر في حماك بنى *** صرح الحياة بأكرم الأيدي نحميك يا وطني وشاهدنا *** شرع الهدى والحق رائدنا وأميرنا للعز قائدنا *** رب الحمية صادق الوعد |

Waṭanī l-Kuweyta salimta li-l-maŷdi

Wa-ʿalā ŷabīnika ṭāliʿa s-saʿdi

Jawqa:

Waṭanī l-Kuweyta salimta li-l-maŷdi

Wa-ʿalā ŷabīnika ṭāliʿa s-saʿdi

Waṭanī l-Kuweyt waṭanī l-Kuweyt

Waṭanī l-Kuweyta salimta li-l-maŷdi

I

Yā mahda ʾābāʾi l-ʾūlā katabū

Sifr al-julūdi fa-nādat iš-šuhubu

Allāhu ʾakbaru ʾinnahum ʿArabu

Ṭalaʿat Kawākibu jannati l-juldi

Ŷowqa

II

Būrikta yā waṭanī l-Kuweyta lanā

Sakanan wa-ʿišta ʿalī l-mada waṭanan

Yafdīka ḥurrun fī ḥimāka banā

Ṣarḥa l-ḥayati bi-ʾakrami l-ʾeydī

Jawqa

III

Naḥmīka yā waṭanī wa-šāhidunā

Šarʿu l-huda wa-l-ḥaqqu rāʾidunā

Wa-ʾAmīrunā li-l-ʿizzi qāʾidunā

Rabbu l-ḥamiyati ṣādiqu l-waʿdi